# ランチ (ドラゴンボール)
ランチは、鳥山明の漫画『ドラゴンボール』およびそれを原作としたアニメに登場する架空の人物。アニメの担当声優は小山茉美。

## 概要
6月17日生まれ。身長160cm、体重48kg。スリーサイズはB82 W57 H83。血液型はAB型。くしゃみをするたびに、おとなしい人格と凶暴な人格が入れ替わる二重人格の女性。凶暴な人格が銀行強盗を行って逃走していた際にくしゃみで人格が変わり、なぜ警官に追われているのか分からなくなっていたところを、亀仙人の修行を受けるため「ぴちぴちギャル」を探していた悟空とクリリンに助けられ、カメハウスに連れてこられた。
警察から隠れたいランチ自身の希望もあってそのまま住み込み、長年亀仙人やクリリンと暮らしていた。当初はおとなしい人格でいることが多かったが、第22回天下一武道会以降、凶暴な人格の出番が多くなる。その後もしばらくカメハウスに住んでいたが、ラディッツが地球にやってくる5年程前、天津飯を追いかけてどこかへ飛び出していったと語られており、以後の消息は不明。
人格が入れ替わる際は、話し方や髪の色、目つきが変化する。名前の由来に関して鳥山は「まったく覚えていません。ただなんとなくだと思います」と語る。

## 人格

### おとなしい人格（青髪）
一人称は「わたし」。髪の色は原作のカラー原稿では黒や青、アニメでは紺となっている。おっとりした控えめな性格で、筋斗雲にも乗れる程純粋な心の持ち主。「〜かしら」「〜ね」といった上品な言葉遣いで喋る。都会は自分に合わないと思っている（アニメより）。
皆に優しく、特に子供時代の悟空やクリリンのことも非常に可愛がっていた。料理や裁縫にも長けるなど家庭的な面も持ち合わせているが、かなりの天然ボケでもある。男性陣の前で服を着替えようとしたり、フグに毒があることを知らずにそのまま料理する、時限爆弾をゴミ箱に捨てようとするなどかなりのおとぼけぶりを見せている。
バッグに大金が詰め込まれているのを見て凶暴な人格となった時の自分が行った犯罪を推理したり、くしゃみをする寸前に周囲に逃げるよう促すなど、自分の特異体質は自覚している。ただし金髪時の記憶はなく、入れ替わっている間の自分の行動を周囲に訊ねていた。またアニメでは、自分の特異体質に悩むシーンがある。
くしゃみで金髪に変化して暴れ回り周囲を慌てさせた後、元に戻りけろっとした様子を見せるシーンが多い。大抵は、元に戻ったことで周囲をほっとさせるが、ピッコロ大魔王編では戦力として期待していた皆をがっかりさせるという、逆のパターンがあった。
原作では天津飯への感情は不明だが、アニメでは金髪時と同様の、天津飯への好意をうかがわせるシーンが存在し、大抵の人間にさん付けする中「天津飯」と呼び捨てにしていた。

### 凶暴な人格（金髪）
金髪で一人称は「オレ」。凶暴で荒っぽく、「〜じゃねえか」「〜だぜ」などの伝法な口調。都会の香りが肌に合うと思っている。また、地震が苦手。くしゃみで人格が入れ替わることは自覚している様子だが、青髪（黒髪）時の記憶はない。
初登場の際に警官に名前を知られており、アニメでは200万ゼニーの賞金が懸けられている指名手配犯だった。過去に銀行強盗やハイジャックを何度も行っており、パトロールカーのサイレンを聞くと逃げたくなったり、飛行機に乗るとハイジャックしたくなる癖がある。ピッコロ大魔王編では、ピッコロが警察や軍隊、法律を廃止して地球全体を無法地帯にすることを宣言した際、周囲が憤慨している中でただ一人「いいこと言うじゃねえか」と賛同していた。
くしゃみをした瞬間、拳銃や機関銃などを持ち出して乱射を始めることも多く、ウミガメが「レッドリボン軍より怖いかもしれない」と考えたことも。また権威に対する遠慮もなく、第23回天下一武道会観戦時には避難しようとしない神を、天津飯が避難用に開けた穴の中に蹴り落としている。悟空、クリリン、亀仙人もこの人格を恐れ、おとなしい人格のランチがくしゃみをしそうになると慌てて逃げ出していた。ただし、登場直後は悟空に銃を向けた際、彼が女性にも遠慮が無かったために逆に顔面を蹴り倒されて気絶している。
当初は悟空たちにも銃を向けることが多かったが、徐々に打ち解けていき、レッドリボン軍編において亀仙人からダイヤを奪って逃走したのを最後に、悟空たちには危害を加えることはなくなった。その後は荒い言葉ながら悟空や天津飯の身を案じたり、死んだクリリンの蘇生を喜ぶなど、情に厚い面を見せるようになる。周囲もわざとくしゃみさせることを覚え、ブルー将軍配下のレッドリボン軍兵士がカメハウスに襲来し、彼女を人質に取ったときにはウミガメがくしゃみをさせ彼らを撃退したり、第23回天下一武道会ではブルマがくしゃみをさせて彼女に銃を乱射させ、観客たちを威嚇して最前列を確保するのに利用している。
レッドリボン軍兵士を撃退させた際には、鍛えられた体格の成人男性である兵士に対し、武器を一切使わず素手で打ちのめしている。原作でランチの戦闘シーンと呼べる場面はこのくらいだが、アニメではこの他、自分を捕まえようとした賞金稼ぎを殴り飛ばしたり、パンプットのマネージャーが雇った腕利きのボディーガードを軽く一蹴。脱走してカメハウスに襲撃してきた囚人の1人を殴り倒すといった活躍を見せている。しかし武道の達人や魔族までには太刀打ちできず、鶴仙人やタンバリンに対してもマシンガンで攻撃する対決シーンが描かれたが、いずれも有効なダメージは与えられずに終わっている。また、第22回天下一武道会の悟空と天津飯の試合でも、鶴仙人が餃子の超能力で天津飯を不正に支援していることを知って阻止に向かうシーンが追加されているが、返り討ちに遭って遠くへ投げ飛ばされている。
第22回天下一武道会にて、ワイルドさを理由に天津飯に惚れ込み、同居や文通を申しかけたことも。アニメでは、天津飯の怪我の治療をしていた際、ウーロンにからかわれて顔を赤らめたり、盗んだ金でご馳走を食べさせようとした場面も登場。最終的に結ばれたかどうかは作中で触れられていないが、これについて鳥山明は「いつもすれ違っていて結局会えない」と発言し、後に「1回フラれたけど、しつこく食い下がって結局は一緒にいるんじゃないかな?」と発言している。

## サイヤ人編以降
原作では第23回天下一武道会以降出番はなく、サイヤ人編の冒頭で「5年前に天津飯を追いかけてどこかに行った」と語られるのみ。歴代のサブキャラクターが登場した魔人ブウ編ラストの元気玉の元気を集めるシーンにおいても、当初ランチが登場するはずだったシーンを人造人間17号に変更したと鳥山は語っている。 
『週刊少年ジャンプ』1991年3･4号の企画「年忘れジャンプキャラ競演ショートGAGランド」には、金髪ランチが天津飯を探しているシーンが描かれている。これが漫画内で最後に登場したランチとなる。天津飯は同企画内で界王星でかくれんぼをしている場面が描かれており、ランチはサイヤ人との闘いで天津飯が戦死したことは知らなかったようである。
アニメでは番組が『ドラゴンボールZ』（サイヤ人編以降）へと移行した後も、初期ではたまに金髪ランチが登場し天津飯に付きまとう様子が描かれていた。悟空たちの仲間になって以降はやっていなかった強盗稼業を再開しており、天津飯を誘うなどしていたがいずれも空振りに終わっていた。第30話では、バーで天津飯の死を嘆いて深酒し泥酔しており、悟空とベジータの戦いで揺れた大地に驚愕するシーンが金髪ランチの最後の（直接の）出番となる。その後は第91話にてフリーザに追い詰められた悟空が見た仲間たちの幻として金髪ランチが一瞬姿を見せたのみだったが、魔人ブウ編で悟空の元気玉に協力するシーンで青髪ランチが登場（セリフは無し）。この時は食料の宅配業をしており、年月の経過で容姿も老けている様子だった。
『ドラゴンボール改』では、初代エンディングには登場しているものの、本編には第1話のクリリンの台詞で名前が語られていることと前述の魔人ブウ編での登場シーンのみ。
ジャンプスーパーアニメツアー'08『ドラゴンボール オッス!帰ってきた孫悟空と仲間たち!!』では青髪のおとなしいランチが登場。セリフは無い。時系列は魔人ブウ編よりも後だが『Z』本編と異なり、外見は若くなっている。
ランチのその後について、鳥山明は「天津飯を見つけて一緒に暮らしたこともあったが、農業生活には向かず天津飯も恋愛に興味を持たないため、たった数日で出て行ってしまった。その後もたまに天津飯のもとへやってきたりするようだ」と語っている。

## 劇場版への登場
第2作『ドラゴンボール 魔神城のねむり姫』と第3作『ドラゴンボール 摩訶不思議大冒険』に登場。
第2作では、金髪時に自分を「いただきランチ」（秘宝をよく奪っていることを指して）と称するシーンもあった。魔神城の秘宝「ねむり姫」を奪うべく侵入した際に悟空とクリリンと出会う。しかし目的を達することなく青髪になってしまい、結局は悟空たちに助けられる。最後は人間ではなかった「ねむり姫」に代わる美女として悟空たちにカメハウスに連れ帰られるも、その途端に金髪になってしまった。
第3作では第2作の設定を引き継いで、カメハウスに身を寄せている。

## ゲームでの登場
ファミリーコンピュータゲーム『ドラゴンボール 大魔王復活』にて初登場。序盤にて冒険に同行してくれる。
原作での登場はなかったが『ドラゴンボールZIII 烈戦人造人間』『ドラゴンボールZ 超サイヤ伝説』ではイベントカード、お助けカードとして登場。どちらも金髪ランチは戦闘において「攻撃が必ず命中する」「攻撃が敵全員に命中する」といった攻撃的な性能だが、青髪ランチは前者では「危険な目に遭うため、メインキャラの誰かが彼女を守るために1ターン動けなくなる」、後者では「カード使用時にくしゃみし、応援してくれるだけ」などマイナス効果になる。
PlayStation 2ゲーム『ドラゴンボールZ3』ではスキルショップの販売をしており、音声も収録されている。まれにくしゃみして応対が大きく変わる。ストーリーモードではサイヤ人編以降にも出現し天津飯を追っかけており、姿はずっと若いときのままである（そのことをクリリンに突っ込まれる）。天津飯編では天津飯と会話するシーンも度々あるが、その都度天津飯はつれない態度を示している。エンディング後2周目以降の会話では天津飯が折れ「今度少し付き合おう」と発言するが、遠くから見守っているだけでいいとランチの方から断ってしまう。
『ドラゴンボールZ Sparking! METEOR』においても登場。こちらはカメハウスで行っている。
『ドラゴンボールヒーローズ』ゴッドミッション9弾では、魔神ドミグラ編でショップの店員として登場。大人しい人格か、凶暴な人格かランダム。
『ドラゴンボールZ カカロット』はサイヤ人編以降を描くストーリーだが、ランダムで登場するNPCとして各地に姿を見せる他、メインストーリー中にもランチ関連のオリジナルエピソードが挿入されている。容姿は最後まで若い頃のまま。サイヤ人編では亀仙人から連れて帰るように依頼を受けた孫悟飯に捜索され、金髪状態で男女を襲っていた所を止めに入られたために海賊ロボを嗾ける。悟飯は襲われていた青髪の女をランチだと思ったが実はランチの地図を盗んだ泥棒で、ランチは地図を取り戻そうとしていただけだった。その後は天津飯を追ってどこかに行ってしまうが、西の都の近くでくしゃみをしたらしく、青髪状態でカメハウスに戻ってきた。人造人間編では天津飯が生き返ったことを知って彼を探していたが、修行で各地を転々としているために会えずにいた。そこで気を探れる悟空に捜索を依頼し、会う約束を取り付けてくると天津飯への差し入れの余りを礼として渡した。魔人ブウ編の冒頭では天津飯の留守中に畑を預かっていたが、栽培マンが畑や近隣の村を襲っていたことからブルマに相談に来ていた際に悟飯と再会し、栽培マン退治を依頼する。この時の悟飯はグレートサイヤマンの姿だったが、青髪ランチは全く引くことなく「頼もしい正義の味方さん」と言っていた。金髪状態でも、栽培マンの被害を受けた村人に料理を振る舞うためにわざとくしゃみをして青髪になるという、それまでは見られなかった一面も見せる。また、青髪は天津飯の育てた野菜で作った料理の店を考えており、金髪と相談する旨も語っていた。NPC時にはエアカーレースに熱中していることをうかがわせる発言をする。